# Robert Sibbald
Robert Sibbald, född 1641, död 1722, var en skotsk naturforskare.